# Шишина, Евдокия Степановна
Евдоки́я Степа́новна Ши́шина, в монашестве — Енна́фа, в уголовных делах — Ши́лина (1874, Ардатов — 21 ноября 1937) — последняя настоятельница Ардатовского Покровского женского монастыря. 

## Биография
Родилась в 1874 году в городе Ардатове Нижегородской губернии в мещанской семье. После получения начального домашнего образования, в возрасте 10 лет была помещена в Ардатовский Покровский женский монастырь. С 1903 года — послушница, несла клиросное, регентское и рукодельное послушание. Преподавала в церковно-приходской школе при монастыре, за что в 1909 году была награждена серебряной медалью на Владимирской ленте. 2 марта 1916 года пострижена в монахини под именем Еннафы. 
После Октябрьской революции 1917 года монастырь был преобразован в сельскохозяйственную артель, однако руководить артелью продолжала игуменья Татьяна Николаевна Горюнова (матушка Тарасия). 6 января 1919 года Ардатовский земельный отдел отстранил Горюнову от управления монастырём и назначил на её место Шишину, нижегородский епископ Евдоким был вынужден утвердить это решение советской власти. Матушка Еннафа пыталась противостоять действиям советской власти по конфискации недвижимой и движимой собственности монастыря, но вынуждена была постепенно отступать: так в 1920 году сёстрам пришлось «потесниться» для размещения 1500 красноармейцев, в 1921 году уступить Покровский собор, из которого была вынесена вся богослужебная утварь и иконы, а в здании разместился клуб всеобуча. 9 марта 1922 года оставшиеся здания и имущество монастыря были переданы в бесплатное пользование монашеской общине, однако 25 июня 1928 года постановлением Арзамасского уездного исполкома храмы монастыря были закрыты. Постановлением того же исполкома Ардатовский монастырь был включён в список «фактически прекративших существование монастырей», но основании чего он был ликвидирован.
После ликвидации монастыря проживала в Ардатове. Была арестована 10 февраля 1931года и 14 декабря того же года приговорена по 58-й статье частям 10 и 11 Уголовного кодекса РСФСР к 3 годам ссылки в Северный край. После возвращения из ссылки проживала в селе Поляна недалеко от Ардатова. 11 ноября 1937 года была арестована вторично и уже 19 ноября приговорена тройкой к расстрелу по тем же статьям, по которым уже отбыла наказание. Расстреляна 21 ноября 1937 года.